# Marquis
Marquis es un pueblo canadiense situado en la provincia de Saskatchewan.

## Superficie
Marquis tiene una superficie de 0,63 km².

## Demografía
En 2021, tenía 90 habitantes, una densidad poblacional de 143 hab./km², y 45 viviendas.